# Mexikanisches Berufkraut
Das Mexikanische Berufkraut (Erigeron karvinskianus), auch Spanisches Gänseblümchen, Karwinsky-Berufkraut oder Mauer-Gänseblümchen genannt, ist eine Pflanzenart aus der Gattung Berufkräuter (Erigeron) innerhalb der Familie der Korbblütler (Asteraceae). Sie ist in Zentral- und Südamerika verbreitet und wird als Zierpflanze verwendet.

## Beschreibung

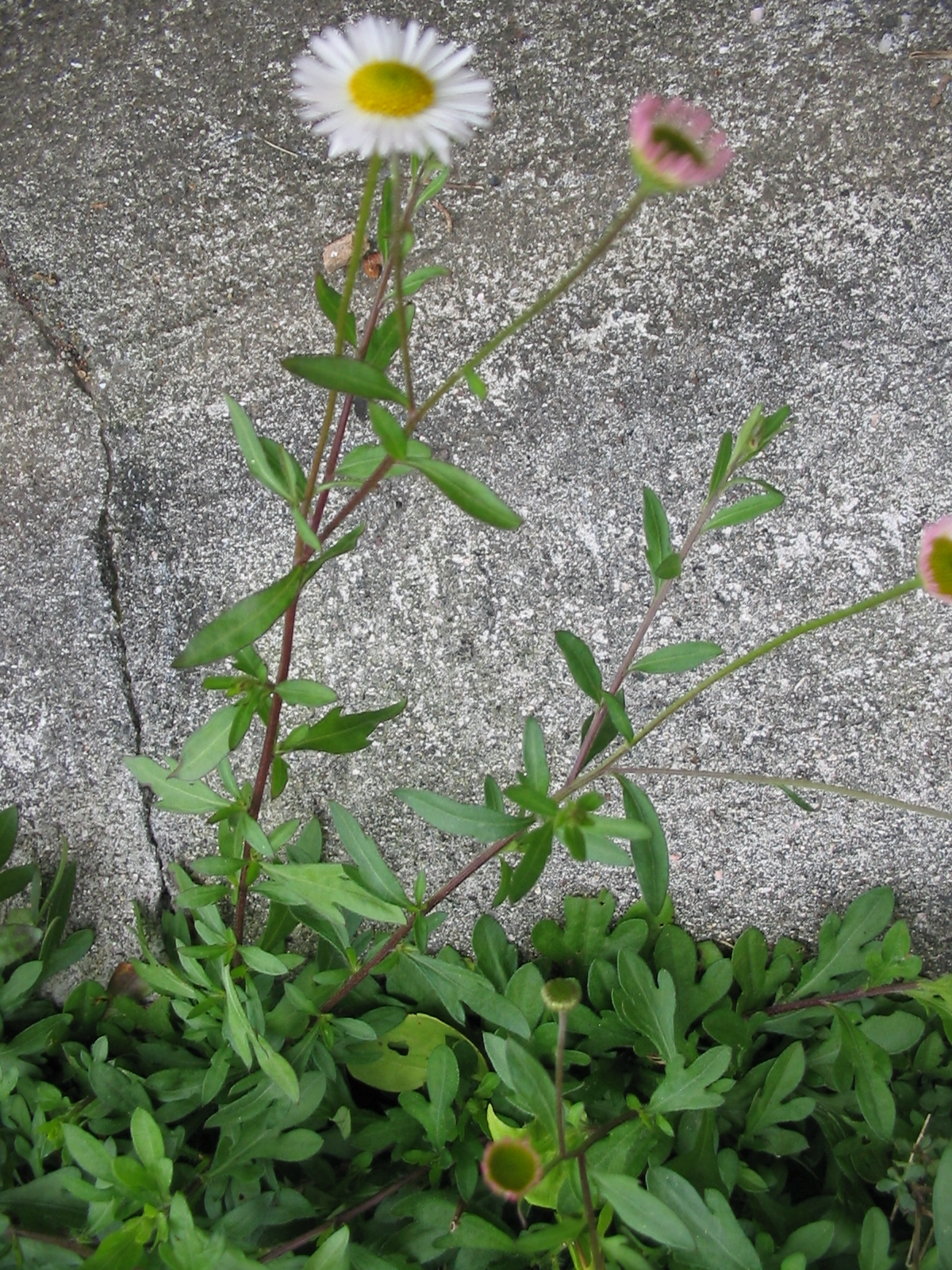
Habitus, Laubblätter und Blütenkörbe

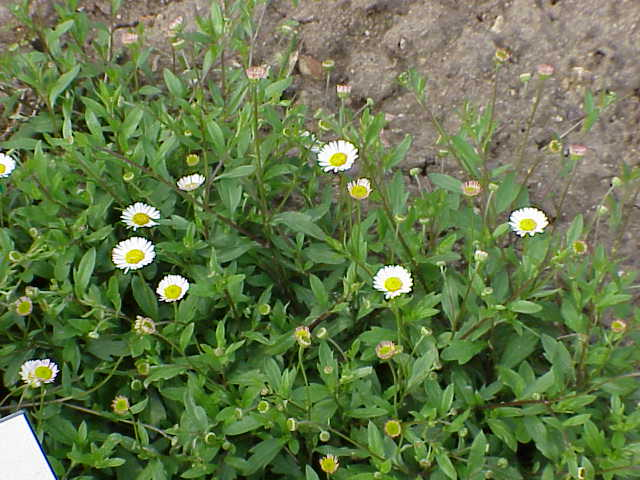
Habitus, Laubblätter und Blütenkörbe

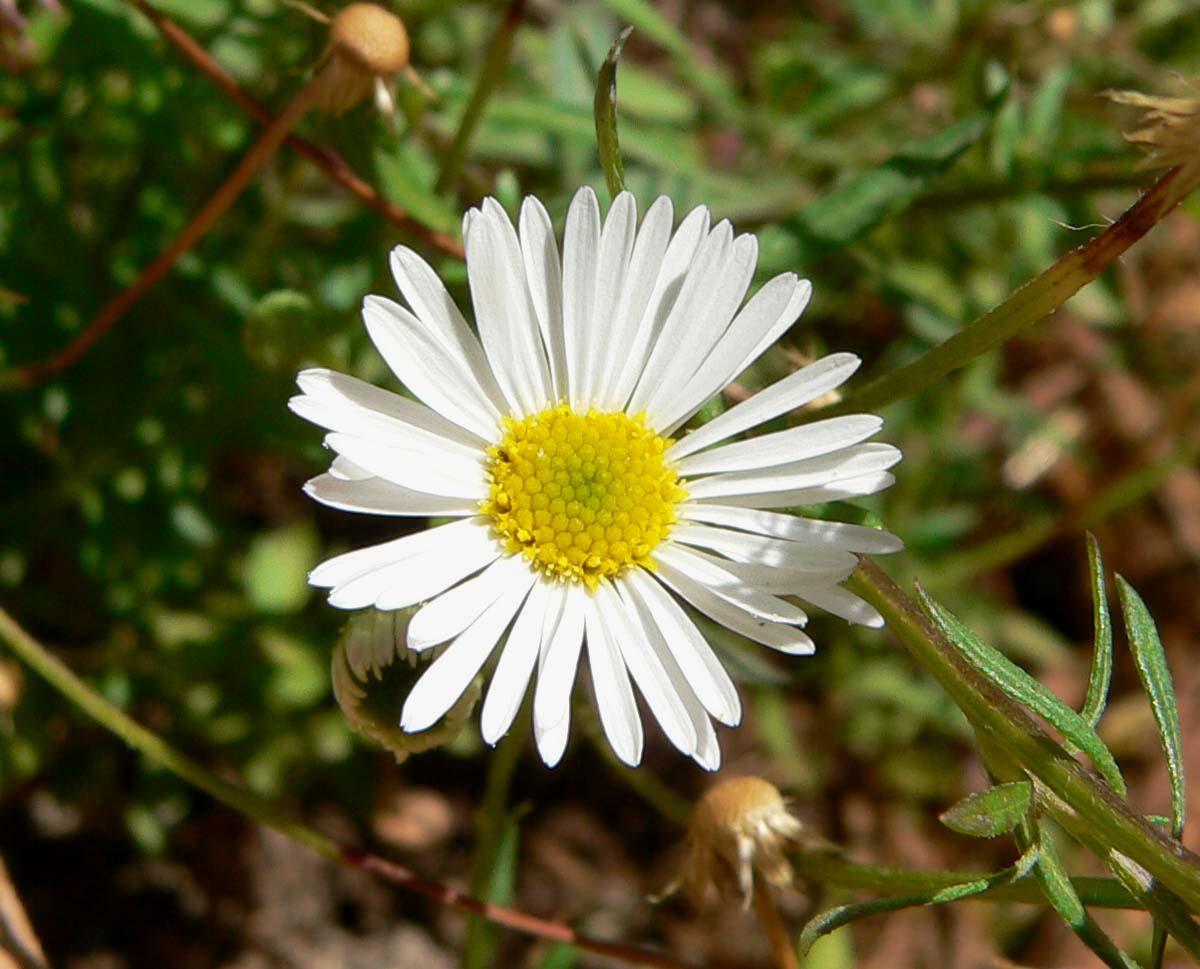
Makroaufnahme eines Blütenkörbchens mit Strahlen- und Scheibenblüten

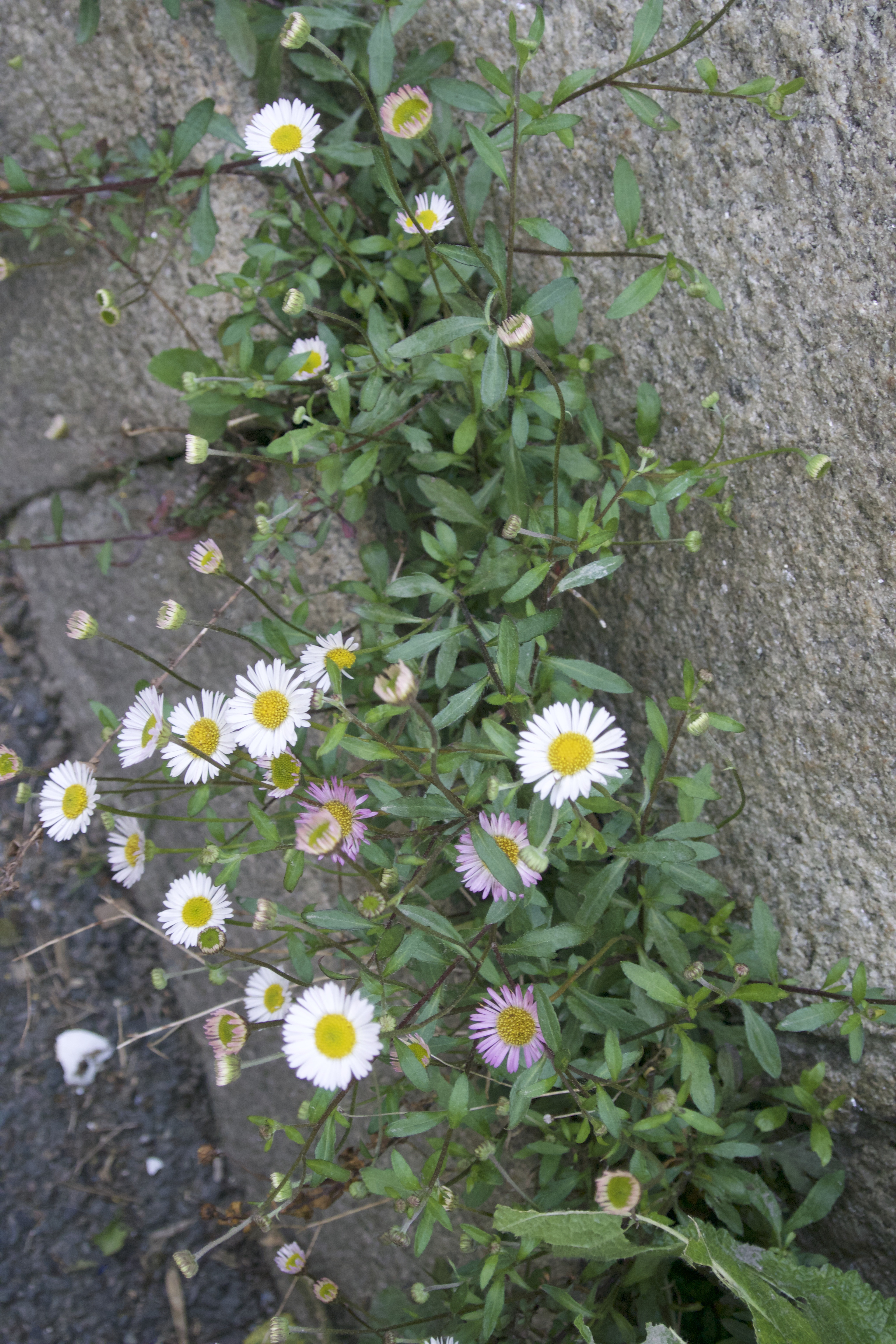
Das Mexikanische berufkraut am Standort

### Vegetative Merkmale
Das Mexikanische Berufkraut ist ausdauernde, krautige Pflanze und kann Wuchshöhen von 10 bis 100 Zentimetern erreichen. Der Pflanzenteppich kann bis zu 1 Meter Ausmaß erreichen. Der locker aber reich verzweigte Stängel kann an seiner Basis verholzen.
Die grau-grünen, behaarten Laubblätter sind bei einer Länge von bis zu 4 Zentimetern verkehrt-eiförmig-keilig und in einen Stiel verschmälert. Die unteren Stängelblätter sind mehr oder weniger dreilappig, die oberen sind lanzettlich und kleiner. Die Spreitenspitze und die Seitenlappen haben eine kurze aufgesetzte Spitze. Die Blattspreiten sind besonders längs der Nerven, am Rand und am Grund anliegend behaart.

### Blütenstand und Blüte
Die Blütezeit erstreckt sich hauptsächlich im Sommer von März bis November. Die körbchenförmigen Blütenstände stehen einzeln oder in lockeren schirmrispigen Gesamtblütenständen zu zweit bis fünft zusammen. Die Blütenkörbchen stehen einzeln an den im oberen Teil blattloser Verzweigungen. Die Blütenkörbchen weisen einen Durchmesser von etwa 2 Zentimetern auf. Die zahlreichen Hüllblätter sind bei einer Länge von 2 bis 4 Millimetern fast gleich lang sowie 0,3 bis 0,5 Millimeter breit mit spitzen oberen Enden, anliegend behaart, grün mit bräunlichem Mittelstreifen und nach dem Abblühen zurückgebogen.
Das Blütenkörbchen enthält Röhrenblüten und 45 bis 80 Zungenblüten. Die sich weiß öffnenden und später über rosa- nach purpurfarben färbenden zygomorphen Zungenblüten (= Strahlenblüten) sind 5 bis 6 Millimeter lang. Die gelben Röhrenblüten (= Scheibenblüten) sind 2 bis 3,1 Millimeter lang. 

### Früchte
Die Achänen sind 1 bis 1,4 Millimeter lang und zweirippig. Der Pappus auf den Achänen besteht aus 15 bis 27 Borsten.

### Chromosomenzahl
Die Chromosomenzahl beträgt 2n = 36.

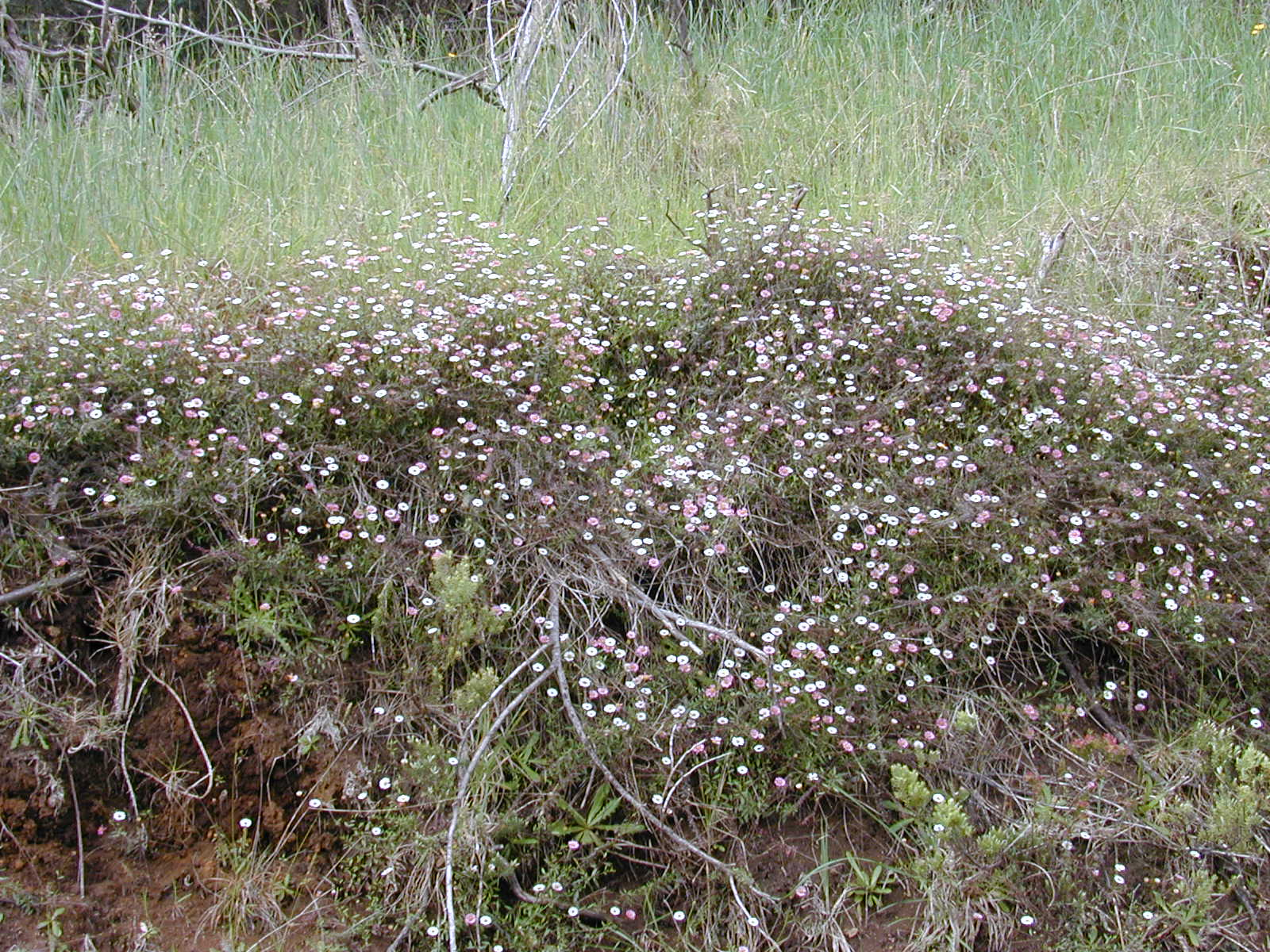
Bestand als invasive Pflanze

## Verbreitung
Das ursprüngliche Verbreitungsgebiet von Erigeron karvinskianus reicht in der Neotropis von Mexiko über Zentral- (Guatemala bis Panama) bis Südamerika.
Nach Europa wurde Erigeron karvinskianus im 18. Jahrhundert als Zierpflanze eingeführt. Erigeron karvinskianus ist auf allen Azoreninseln, Madeira, den Kanaren und in Südeuropa bis zur Schweiz (beispielsweise im Kanton Tessin) und in Süddeutschland als Neophyt etabliert.
In Europa wächst Erigeron karvinskianus häufig an feuchten Mauern, besonders Ufermauern, in Schluchten und an Felsen bis in Höhenlagen von 800 Metern. Das Mexikanische Berufkraut kann als invasive Pflanze dichte Teppiche bilden, die die natürliche Vegetation unterdrücken können.
Es gibt eine eigene Pflanzengesellschaft Erigeronetum karvinskiani Oberd. 1969 aus dem Verband Centrantho-Parietarion an Mauerstandorten, wo man das Berufkraut in Gesellschaft von Pflanzenarten wie Großes Löwenmaul (Antirrhinum majus), Asarina procumbens, Kaper (Capparis spinosa), Goldlack (Erysimum cheiri) sowie Rote Spornblume (Centranthus ruber), Gelber Lerchensporn (Corydalis lutea) und Zimbelkraut (Cymbalaria muralis) findet.
Die ökologischen Zeigerwerte nach Landolt et al. 2010 sind in der Schweiz: Feuchtezahl F = 1+w+ (trocken aber stark wechselnd), Lichtzahl L = 4 (hell), Reaktionszahl R = 4 (neutral bis basisch), Temperaturzahl T = 5 (sehr warm-kollin), Nährstoffzahl N = 2 (nährstoffarm), Kontinentalitätszahl K = 2 (subozeanisch).

## Taxonomie
Die Erstbeschreibung von Erigeron karvinskianus erfolgte 1836 durch Augustin-Pyrame de Candolle in Prodromus Systematis Naturalis Regni Vegetabilis, Band 5, S. 285. Das Artepitheton Erigeron karvinskianus ehrt Wilhelm Friedrich von Karwinsky von Karwin (1780–1855), den österreichischen Botaniker und Pflanzensammler. Ein Synonym für Erigeron karvinskianus DC. ist beispielsweise Erigeron mucronatus DC.

## Nutzung
Einige Sorten werden als Zierpflanze verwendet. Sie wird als einjährige Pflanze kultiviert, kann aber auch den Winter in Mitteleuropa bei etwas Schutz überdauern.